# 米山ジャバ偉生
米山 ジャバ 偉生（よねやま じゃば いお、2002年1月29日 - ）は、山梨県出身のプロバスケットボール選手。B.LEAGUEの福島ファイヤーボンズに所属している。ポジションはシューティングガードまたはスモールフォワード。

## 経歴
専修大学在学中の2023年1月27日に特別指定選手として千葉ジェッツふなばしと契約。その後3月3日には大学のバスケットボール部を退部し、ジェッツとプロ契約を結んだが、シーズン終了後の6月29日にプレータイムを求めて富山グラウジーズへの期限付き移籍が発表された。
2025年6月10日に福島ファイヤーボンズに期限付き移籍が発表された。

## 代表歴
高校時代には日・韓・中ジュニア交流競技会やU-18、大学時代にはU-19やU-23の日本代表に選出されている。